# 인요뒤쥐
인요뒤쥐(Sorex tenellus)는 땃쥐과에 속하는 포유류의 일종이다. 미국 네바다주와 캘리포니아주의 토착종이다. 2006년 이후 그레이트베이슨 국립공원과 래슨 화산 국립공원에서 추가로 발견되었다.